# イングランド国教会の分離派
分離派（ぶんりは、英語: Separatists）は、イングランド国教会から分かれたプロテスタントの諸派を指す。
国教会の改革を求めるプロテスタントはピューリタン（清教徒）と呼ばれたが、その中にも、国教会に留まって改革を図る者（非分離派）と国教会から分かれることを主張した者（分離派）がいた。分離派には、会衆派（組合派）、独立派、バプテスト、クエーカーなどを含むとされる。
メイフラワー号でアメリカに渡ったピューリタン（ピルグリム・ファーザーズ）も分離派に含まれる。

プロテスタント諸教派（聖公会、アナバプテストを含む）の系統概略